# 陈车线轮渡
陈车线轮渡，原称车沟渡、塘车线轮渡。为中国上海市黄浦江上的一条对江轮渡航线，航线西起闵行区澄江路11号车沟桥轮渡站，东至闵行区陈行公路陈行路轮渡站。

陈车线轮渡在民国年间就已存在，初以手摇船摆渡，名为车沟渡。1962年1月，由上海县（今闵行区）地方政府投资将该手摇渡口改造成轮渡航线，定名塘车线轮渡（浦西车沟桥——浦东塘口）。1964年4月1日，航线交由上海市轮渡公司经营。2003年3月，塘车线轮渡更名为陈车线轮渡。

## 历史
陈车线轮渡航线始于民国年间，为当时上海县县境内黄浦江上的14处渡口之一，航线由手摇木船渡客，名为车沟渡。当时从该渡口过渡来回需耗时50分钟，渡资5个铜板，平时开渡时间不定，且每遇风浪以及迷雾时航线即停航。至上海战役后，该渡依然以手摇船摆渡。1962年1月，上海县地方政府投资人民币1.2万余在此地新辟轮渡航线，航线自浦西车沟桥至浦东塘口，航线定名塘车线轮渡。上海县交通运输管理局客运站在航线上投入一艘由16吨位木驳改装的62客位112号机动渡船运营。
后因客流少，船只耗油成本过高等因素，导致渡口亏损。1964年4月1日，经上海县政府与上海市交通运输局协商后批准将塘车线轮渡交由上海市轮渡公司经营。市轮渡接手后曾对航线码头等设施进行有限的改造，但轮渡站设施依然非常简陋。1984年10月6日，由上海市建设委员会批准，投资70万元人民币对塘车线轮渡站进行改建，改建项目包括轮渡站站房、码头设施、道路等。2003年3月，塘车线轮渡更名为陈车线轮渡。

## 航线班次
- 车沟桥轮渡站：5：00——19：00

| 5：00——6：30          | 30分钟一班     |
| 6：30——8：30          | 早高峰快班航行 |
| 8：30——11：00         | 30分钟一班     |
| 11：40 12：00——16：00 | 30分钟一班     |
| 16：00——17：30        | 晚高峰快班航行 |
| 17：30——19：00        | 30分钟一班     |

- 陈行轮渡站：5：10——19：07

| 5：10，5：37，6：07                                 |                |
| 6:30——8:30                                          | 早高峰快班航行 |
| 8：45，9：15，9：40，10：15，10：45，11：07，11：47 |                |
| 12：15——15：45                                      | 30分钟一班     |
| 16：00——17：30                                      | 晚高峰快班航行 |
| 17：37——19：07                                      | 30分钟一班     |

- 注:高峰快班航行（双休日及国定假日除外）。[5]

## 公交换乘

### 车沟桥轮渡站
| 车沟桥渡口 | 车沟桥渡口 | 车沟桥渡口 | 车沟桥渡口 | 车沟桥渡口 |
| 编号       | 路线       | 路线       | 路线       | 备注       |
| ---------- | ---------- | ---------- | ---------- | ---------- |
| 闵行31路   | 车沟桥渡口 | ⇆          | 莘松新村   | 原莘车线   |

### 陈行路轮渡站
| 塘口/陈行公路塘口渡口 | 塘口/陈行公路塘口渡口 | 塘口/陈行公路塘口渡口 | 塘口/陈行公路塘口渡口 | 塘口/陈行公路塘口渡口 |
| 编号                  | 路线                  | 路线                  | 路线                  | 备注                  |
| --------------------- | --------------------- | --------------------- | --------------------- | --------------------- |
| 796                   | 周浦东站              | ⇆                     | 陈行公路塘口渡口      | 原川浦线西段          |
| 978                   | 塘口                  | ⇆                     | 春眺路枢纽站          |                       |